# آبا شاموئل
آبا شاموئل(به مجاری: Aba Sámuel)(مرگ ۶ ژوئیه ۱۰۴۴) پادشاه مجارستان از ۱۰۴۱ تا سال مرگش بود.

## زندگی
شاموئل در زمان پادشاهی ایشتوان یکم پالاتن مجارستان بود. در زمان پادشاهی پتر شاموئل برکنارشد.
در این زمان بزرگان مجار که از گسترش مسیحیت و وابستگی دولت به امپراتوری مقدس روم ناخرسند بودند گرد شاموئل جمع‌شدند و شورشی پدید آوردند. پتر گریخت و شاموئل به پادشاهی رسید. او قوانین مسیحی دو پادشاه پیشین را برانداخت و هواداران پتر را تقیب و شکنجه نمود و فرودستان را در باورهای غیر مسیحیشان آزاد گزارد. اگرچه محبوبیتش در میان عامه روز به رو افزایش می‌یافت، ولی کلیسا و اشراف کشور از دستش ناخرسند بودند. در این میان پتر با یاری هاینریش سوم به جنگ او رفت و در نزدیگی دیور شکستش داد. شاموئل گریخت ولی به زودی کشته‌شد.